# Jachnowce (obwód chmielnicki)
Zasugerowano, aby zintegrować ten artykuł z artykułem Jachniwci (dyskusja). Nie opisano powodu propozycji integracji.
Jachnowce – wieś na Ukrainie w rejonie wołoczyskim obwodu chmielnickiego, oddalona od Wołoczysk o 18 km.

## Historia
Według Słownika geograficznego Królestwa Polskiego i innych krajów słowiańskich Jachnowce pod koniec XIX w. to wieś w powiecie starokonstantynowskim, w gminie Awratyn oddalona około 18 km od stacji pocztowo-telegraficznej i stacji w Wołoczyskach i około 80 km od Starokonstantynowa. We wsi znajdowała się drewniana cerkiew prawosławna z 1781 r., która w latach 1835-93 była cerkwią filialną parafii prawosławnej w Ożohowcach. Do parafii należały  Łąki. W 1896 r. we wsi mieszkało 832 osoby wyznania prawosławnego, 1489 rzymskokatolickiego i 54 judaistycznego. W tym czasie istniała szkółka cerkiewna, założona w 1884 r., cztery wiatraki, młyn. Na przestrzeni wieków własność: Wiśniowieckich, Ogińskich, Wielhorskich, Cetnerów, Czarneckich i Malińskich.